# ابن ولید
ابوجعفر محمد بن حسن بن ولید قمی مشهور به ابن ولید (درگذشتهٔ ۳۴۳ ق)؛ فقیه بزرگ، محدث و رجال‌شناس شیعه است.

## تولد
سال تولد وی مشخص نیست ولی آن را حدود ۲۷۰ ق بیان کرده‌اند.

## شاگردان
شیخ صدوق و علی بن حسین بن بابویه از شاگردان وی بودند.

## فرزند
فرزندش، احمد بن محمد استاد شیخ مفید و از مشایخ اجازه اوست. 

## آثار
«التفسیر القرآن»، «الجامع» و فهرستی در رجال از آثار اوست.